# Temple Guangji de Jinzhou
Pour les articles homonymes, voir Temple Guangji.
Le temple Guangji (chinois : 广济寺 ; chinois traditionnel : 廣濟寺 ; pinyin : guǎngjì sì) est un temple bouddhiste comportant différents bâtiments, situé dans le centre urbain de la ville-préfecture de Jinzhou, dans la province du Liaoning, en République populaire de Chine.
Il est protégé sur le liste des sites historiques et culturels majeurs protégés au niveau national pour la province du Liaoning depuis 2006.

## Photographie

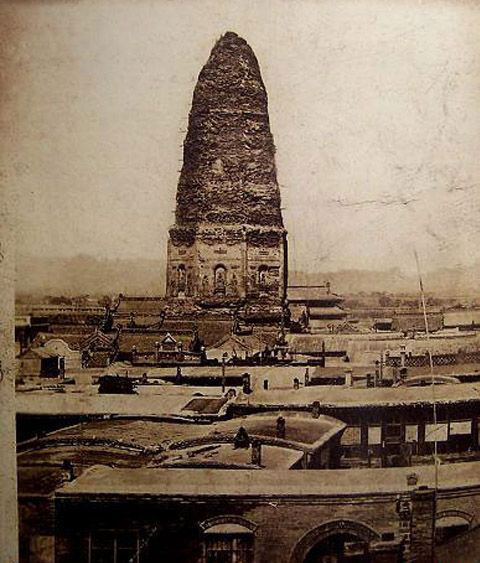
Tour de la pagode en ruine en 1930